# Ư
Ư, ư — одна з 12 голосних літер в'єтнамської абетки. Позначає звук ɯ (Неогублений голосний заднього ряду високого підняття).
Як і більшість питомо в'єтнамських літер, Ư підтримується не у всіх шрифтах та часто замінюється на u+ чи u*. Конвенційна система VIGR для запису в'єтнамської символами ASCII передає літеру як u+.
На в'єтнамській розкладці клавіатури Windows Ư знаходиться на місці української ї (англійської u).
Через тональність в'єтнамської мови літера може також мати будь-яку з п'яти додаткових позначок тону:
- Ừ ừ
- Ứ ứ
- Ử ử
- Ữ ữ
- Ự ự

## Кодування
| Система         | Unicode | VISCII |
| --------------- | ------- | ------ |
| Велика літера Ư | U+01AF  | BF     |
| Мала літера ư   | U+01B0  | DF     |
| Ừ               | U+1EEA  | BB     |
| ừ               | U+1EEB  | D7     |
| Ứ               | U+1EE8  | BA     |
| ứ               | U+1EE9  | D1     |
| Ử               | U+1EEC  | BC     |
| ử               | U+1EED  | D8     |
| Ữ               | U+1EEE  | FF     |
| ữ               | U+1EEF  | E6     |
| Ự               | U+1EF0  | B9     |
| ự               | U+1EF1  | F1     |